# Црква Светих Миросница у Винчи
Црква Светих Миросница у Винчи, насељеном месту на територији општине Топола, подигнута је 2016. године и припада Епархији шумадијској Српске православне цркве.